# L'oeil de l'autre
L'oeil de l'autre (en castellano, «El ojo del otro») es el 36.º capítulo de la serie de televisión francesa Cinéma 16, dirigida por Bernard Queysanne y emitida el 18 de mayo de 1977.
El guion es una adaptación de un boceto de 15 páginas realizado por el escritor Georges Perec en 1974, con el propósito de crear una película junto con Queysanne. En 1976 dicho guion fue adaptado por Noureddine Mechri para llevarlo a la televisión.

## Elenco
| Actor              | Rol                                                                    |
| ------------------ | ---------------------------------------------------------------------- |
| Pascale Audret     | Chantal Maillet, el cleptómano                                         |
| Jean-Pierre Cassel | Robert Maillet                                                         |
| Marcel Cuvelier    | El gerente del banco                                                   |
| Pierre Brechignac  | El médico                                                              |
| Nane Germon        | La primera mujer de 500 francos, la vecina                             |
| Etienne Draber     | El superintendente                                                     |
| Fernand Guiot      | El vigilante, el taxista                                               |
| Régis Hanrion      | El camarero                                                            |
| Elisabeth Kaza     | La segunda mujer de 500 francos, pasajero de autobús, la mujer policía |
| Gilbert Lang       | El hombre del maletín                                                  |
| André Lacombe      | El cliente impaciente, un empleado de la ANPE, un transeúnte           |
| Pierre Nougaro     | Un guardia de la capitanía, un cliente de café                         |
| Maurice Pons       | El hombre con la bufanda, un seguidor, el cómplice del director        |
| Jean-Simon Prévost | El detective privado                                                   |
| Thérèse Quentin    | El carnicero, el dueño del café, un empleado de la ANPE, un seguidor   |
| Paul Vervisch      | El hombre de negro, amigo de Robert                                    |